# Llegaron de noche
Llegaron de noche es una película dramática hispano-colombiana de 2022 dirigida por Imanol Uribe y protagonizada por Juana Acosta, Juan Carlos Martínez, Carmelo Gómez y Karra Elejalde, en los papeles principales. Es una dramatización de los asesinatos de seis sacerdotes jesuitas españoles, la cocinera de estos y su hija en El Salvador en 1989 por parte del Ejército salvadoreño.

## Sinopsis
La trama de la película sigue a la empleada de limpieza de la Universidad Centroamericana Lucía Barrera de Cerna, testigo de la masacre de los jesuitas en El Salvador de 1989 por parte del Ejército salvadoreño, quien defendió la verdad y se negó a encubrir la responsabilidad de los militares con la falsa atribución del crimen a la guerrilla del FMLN por parte del gobierno salvadoreño, en plena guerra civil de El Salvador.

## Reparto
- Juana Acosta como Lucía Barrera de Cerna[6]
- Juan Carlos Martínez[6]
- Carmelo Gómez como José María Tojeira[6]
- Karra Elejalde como Ignacio Ellacuría[6]
- Ben Temple como padre Tipton[2]
- Angel Bonanni[7]
- Manu Fullola[7]
- Rodrigo Villagrán[7]
- Cristhian Esquivel[7]
- Gerald B. Fillmore[7]
- Eric Francés[7]
- José Roberto Díaz[7]
- Ernesto Collado como padre Nachito[2]
- Julio Pachón como coronel López[2]

## Producción
La película se conoció originalmente como La mirada de Lucía al principio de la etapa de producción. El guionista fue Daniel Cebrián. La película ha sido producida por Bowfinger International Pictures, Tornasol Media y Nunca digas nunca junto a 64A Films y ha contado con la participación de RTVE y Movistar+ y el apoyo financiero del ICAA, el programa Ibermedia y el ICO. El rodaje comenzó en noviembre de 2020 en Navarra. Luego se trasladó a Colombia, donde se filmó en escenarios naturales del Valle del Cauca entre Cali y Buga.

## Estreno

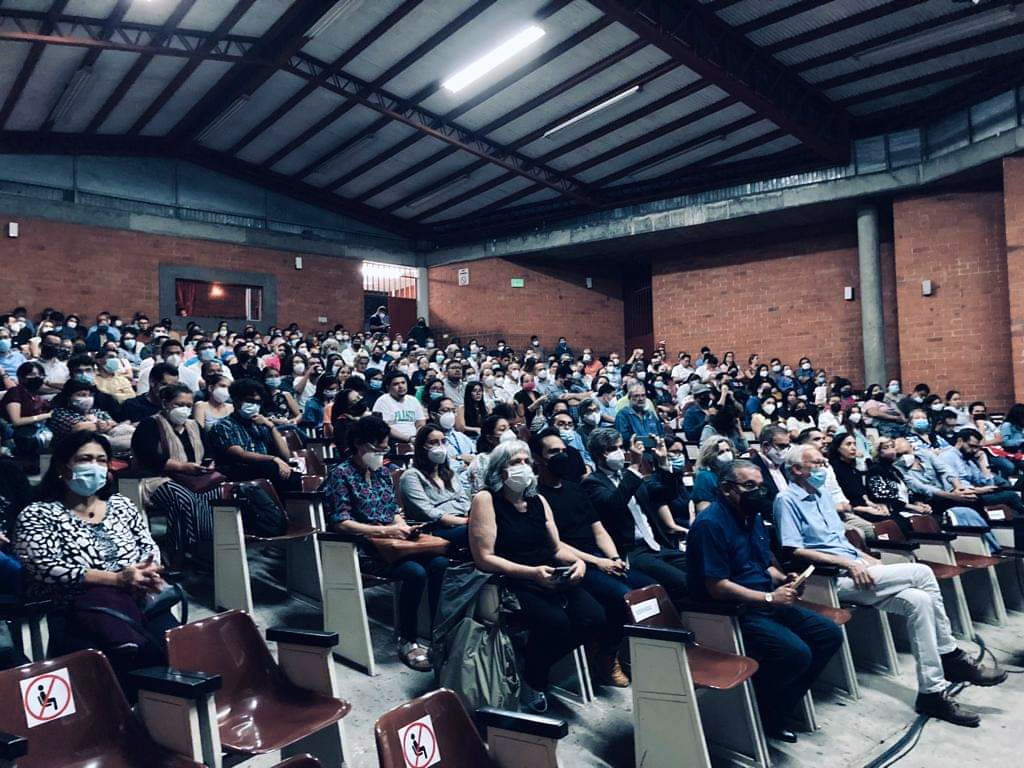
Presentación de Llegaron de noche en mayo de 2022, en la Universidad Centroamericana José Simeón Cañas de El Salvador.

La película se presentó el 21 de marzo de 2022 en el 25.º Festival de Cine de Málaga, dentro de la sección oficial del festival. Distribuida por Karma Films, se estrenó en los cines españoles el 25 de marzo de 2022.

## Recepción
La película recibió críticas generalmente mixtas, así 
- Sergio F. Pinilla de Cinemanía calificó la película con 4 de 5 estrellas, destacando que «Acosta brilla en el regreso de Uribe al thriller político».[14]

- Juan Pando de Fotogramas le otorgó 3 estrellas sobre 5, destacando «la inocencia de la protagonista ante el horror que le rodea», al tiempo que consideró como inconveniente que los personajes negativos no estaban suficientemente humanizados.[15]
- Manuel J. Lombardo del Diario de Sevilla le dio una crítica negativa y 2 estrellas, considerando la película, lastrada por varias malas decisiones, como una «obra discursiva, superficial, plomiza», «sin contexto real, mordida política ni tensión dramática».[16]
- Jonathan Holland de ScreenDaily calificó la película como «bien intencionada pero desigual», y señaló que algunas personas se preguntarán «cómo es posible sacar tan poca tensión de un tema como éste».[2]